# Listă de filme de groază din 1960
Aceasta este o listă de filme de groază din 1960.
| Titlu                         | Regizor              | Distribuție                                      | Țara                                                                               | Note          |
| ----------------------------- | -------------------- | ------------------------------------------------ | ---------------------------------------------------------------------------------- | ------------- |
| 13 Ghosts                     | William Castle       | Charles Herbert, Jo Morrow, Martin Milner        | Statele Unite ale Americii                                                         | [ 1 ]         |
| Atom Age Vampire              | Anton Giulio Majano  | Alberto Lupo, Susanne Loret                      | Italia                                                                             | [ 2 ]         |
| Black Sunday                  | Mario Bava           | Barbara Steele, John Richardson, Ivo Garrani     | Italia                                                                             | [ 3 ]         |
| Blood and Roses               | Roger Vadim          | Mel Ferrer, Elsa Martinelli, Annette Vadim       | Franța · Italia                                                                    | [ 4 ]         |
| The Brides of Dracula         | Terence Fisher       | Peter Cushing, Martita Hunt, Yvonne Monlaur      | Regatul Unit al Marii Britanii și al Irlandei de Nord                              | [ 5 ]         |
| Circus of Horrors             | Sidney Hayers        | Anton Diffring, Erika Remberg, Yvonne Monlaur    | Regatul Unit al Marii Britanii și al Irlandei de Nord                              | [ 6 ]         |
| The City of the Dead          | John Llewellyn Moxey | Venetia Stevenson, Christopher Lee               | Regatul Unit al Marii Britanii și al Irlandei de Nord                              | [ 7 ]         |
| Eyes Without a Face           | Georges Franju       | Pierre Brasseur, Alida Valli, Edith Scob         | Franța · Italia                                                                    | [ 8 ]         |
| The Ghost Cat of Otama Pond   | Yoshihiro Ishikawa   |                                                  | Japonia                                                                            | [ 9 ]         |
| The Hands of Orlac            | Edmond T. Greville   | Mel Ferrer, Dany Carrel, Lucille Saint-Simon     | Franța · Regatul Unit al Marii Britanii și al Irlandei de Nord                     | [ 10 ]        |
| Horrors of Spider Island      | Fritz Böttger        | Alexander D'Arcy, Elfie Wagner, Dorothee Parker  | Germania de Vest                                                                   | [ 11 ]        |
| House of Usher                | Roger Corman         | Vincent Price, Mark Damon, Myrna Fahey           | Statele Unite ale Americii                                                         | [ 12 ]        |
| The Housemaid                 | Kim Ki-young         | Ju Jeung-nyeo, Kim Jin Kyu, Lee Eun-shim         | Coreea de Sud                                                                      | [ 13 ]        |
| The Hypnotic Eye              | George Blair         | Jacques Bergerac, Merry Anders, Marcia Henderson | Statele Unite ale Americii                                                         | [ 14 ]        |
| Jigoku                        | Nobuo Nakagawa       | Shigeru Amachi, Yoichi Numata, Utako Mitsuya     | Japonia                                                                            | [ 15 ]        |
| The Leech Woman               | Edward Dein          | Coleen Gray, Grant Williams, Phillip Terry       | Statele Unite ale Americii                                                         | [ 16 ]        |
| The Little Shop of Horrors    | Roger Corman         | Jonathan Haze, Jackie Joseph, Mel Welles         | Statele Unite ale Americii                                                         | [ 17 ]        |
| Mill of the Stone Women       | Giorgio Ferroni      | Pierre Brice, Dany Carrel, Herbert A.E. Bohme    | Franța · Italia                                                                    | [ 18 ]        |
| The Playgirls and the Vampire | Piero Regnoli        | Lyla Rocco, Walter Brandi, Maria Giovannini      | Italia                                                                             | [ 19 ] [ 20 ] |
| Psycho                        | Alfred Hitchcock     | Anthony Perkins, Janet Leigh, Vera Miles         | Statele Unite ale Americii                                                         | [ 21 ] [ 22 ] |
| The Stranglers of Bombay      | Terence Fisher       | Guy Rolfe, Allan Cuthbertson, Andrew Cruickshank | Regatul Unit al Marii Britanii și al Irlandei de Nord · Statele Unite ale Americii | [ 23 ]        |
| The Tell-Tale Heart           | Ernest Morris        | Laurence Payne, Adrienne Corri, Dermot Walsh     | Regatul Unit al Marii Britanii și al Irlandei de Nord                              | [ 24 ]        |
| Tormented                     | Bert I. Gordon       | Richard Carlson, Vera Marshe, Harry Fleer        | Statele Unite ale Americii                                                         | [ 25 ]        |
| The Two Faces of Dr. Jekyll   | Terence Fisher       | Paul Massie, Dawn Addams, Christopher Lee        | Statele Unite ale Americii · Regatul Unit al Marii Britanii și al Irlandei de Nord | [ 26 ]        |
| Village of the Damned         | Wolf Rilla           | George Sanders, Barbara Shelley                  | Regatul Unit al Marii Britanii și al Irlandei de Nord                              | [ 27 ]        |
| The Witch's Curse             | Chano Urueta         | Kirk Morris, Andrea Bosic, Hélène Chanel         | Italia                                                                             | [ 28 ]        |
| The World of Vampires         | Alfonso Corona Blake | Mauricio Garcés, Silvia Fournier                 | Mexic                                                                              | [ 29 ]        |